# Thaumatomyrmex
Thaumatomyrmex é um gênero de insetos, pertencente a família Formicidae.

## Espécies
- Grupo Cochlearis
  - Thaumatomyrmex mandibularis Baroni Urbani & De Andrade, 2003
  - Thaumatomyrmex cochlearis Creighton, 1928
  - Thaumatomyrmex nageli Baroni Urbani & De Andrade, 2003
  - Thaumatomyrmex bariay Fontenla Rizo, 1995
- Grupo Ferox
  - Thaumatomyrmex atrox Weber, 1939
  - Thaumatomyrmex fraxini D'Esquivel & Jahyny, 2017
  - Thaumatomyrmex paludis Weber, 1942
  - Thaumatomyrmex zeteki Smith, 1944
  - Thaumatomyrmex ferox Mann, 1922
  - Thaumatomyrmex manni Weber, 1939
  - Thaumatomyrmex soesilae Makhan, 2007
- Grupo Mutilatus
  - Thaumatomyrmex contumax Kempf, 1975
  - Thaumatomyrmex mutilatus Mayr, 1887